# Fit for a King
Fit for a King, también conocido como FFAK, es una banda estadounidense de metalcore formada en Tyler, Texas en 2007. La banda está formada por los guitarristas Bobby Lynge y Daniel Gailey, el vocalista Ryan Kirby, el bajista Ryan "Tuck" O'Leary y el baterista Trey Celaya.
La banda ha lanzado ocho álbumes de estudio y dos EPs: Descendants (2011), Creation/Destruction (2013), Slave to Nothing (2014), Deathgrip (2016), Dark Skies (2018), The Path (2020), The Hell We Create (2022) y su más reciente trabajo Lonely God (2025).

## Historia
La banda se formó en Tyler, Texas, en 2007 por Jared Easterling, Aaron Decur, Justin Juno, Jared McFerron, Alex Danforth y Jed McNeill. La banda se había presentado a nivel local y regional, y había lanzado dos EPs en sus inicios. En 2009, decidieron dedicarse por completo a las giras, y McNeill y McFerron dejaron la banda para continuar sus estudios. Ryan Kirby, de Bodies Awake (con sede en Fort Worth), se unió a la banda en 2010 para reemplazar a Mason Wilson, quien recientemente había reemplazado a Danforth como vocalista. Bobby Lynge, compañero de Kirby en Bodies Awake, se unió a la banda para tocar la guitarra. La banda grabó su primer álbum de estudio independiente  en 2011. Con el lanzamiento de su video musical "Ancient Waters", la banda comenzó a ganar seguidores. El bajista Decur dejó la banda en 2011 para seguir una carrera en la aplicación de la ley y fue reemplazado por Aaron Kadura, quien también interpretó voces limpias junto a Easterling.
En julio de 2012, la banda firmó con Solid State Records. El 12 de marzo de 2013, lanzaron su segundo álbum de estudio, Creation/Destruction, que también fue su primer álbum con este sello. El álbum vendió más de 3100 copias en su primera semana de ventas. Billboard colocó a Creation/Destruction en el puesto 175, el 17 en la lista de álbumes cristianos y el 6 en la de álbumes de hard rock.
En 2013, la banda lanzó la versión remasterizada de su álbum debut independiente Descendants el 25 de noviembre de 2013. Billboard lo colocó en el puesto n.º 38 de la lista de álbumes cristianos y en el n.º 8 de la lista de álbumes Heatseekers.
El tercer álbum de estudio de la banda Slave to Nothing se lanzó el 14 de octubre de 2014 junto con tres sencillos, incluyendo «Slave to Nothing», con Mattie Montgomery de For Today. La banda lanzó su cuarto álbum de estudio Deathgrip el 7 de octubre de 2016.
La banda anunció su quinto álbum de estudio Dark Skies, lanzado el 14 de septiembre de 2018. Con este anuncio, la banda también lanzó su primer sencillo, "Tower of Pain", el 1 de junio de 2018. A este sencillo le siguieron otros cuatro: "The Price of Agony", "Backbreaker", "When Everything Means Nothing" y "Oblivion".
El 30 de septiembre de 2018, Bobby Lynge anunció que se tomaría un descanso de las giras y se separaría parcialmente de la banda en buenos términos, alegando la necesidad de estar con su familia y su interés en nuevos negocios. Sin embargo, Lynge afirma que seguirá involucrado en la composición del próximo álbum de la banda y no descarta volver a salir de gira con la banda.
El 13 de marzo de 2020, la banda presentó un nuevo sencillo titulado "Breaking the Mirror" junto con un video con la letra. El 14 de mayo, tras presentar algunas ilustraciones los días anteriores, la banda anunció, durante la pandemia de COVID-19, una colaboración sorpresa con We Came as Romans. La colaboración incluyó versiones reeditadas de sus canciones recientes con los vocalistas de ambas bandas, y ambas lanzarán una línea limitada de merchandising para promocionar la colaboración.
El 8 de julio, la banda anunció que su sexto álbum de estudio The Path se lanzaría el 18 de septiembre de 2020. El 10 de julio, lanzaron el segundo sencillo, «God of Fire», con Ryo Kinoshita de Crystal Lake. El 6 de agosto, lanzaron el tercer sencillo, «Locked (In My Head)».
El 25 de agosto, la banda anunció en sus redes sociales que el cuarto y último sencillo, titulado "Annihilation", se lanzaría el 28 de agosto. Ese mismo día, tres semanas antes del lanzamiento del álbum, la banda lanzó el sencillo. El 18 de septiembre, día del lanzamiento del álbum, la banda lanzó el video musical de la canción principal. El 9 de abril de 2021, la banda presentó una nueva versión de sus canciones recientes con Silent Planet. El 16 de julio, lanzaron un nuevo EP en colaboración Guardians of the Path con August Burns Red. El 3 de diciembre, se anunció que el baterista fundador, Jared Easterling, había dejado la banda para tocar en la banda de acompañamiento de Koe Wetzel. Posteriormente, se anunció que Trey Celaya de Invent Animate sería el nuevo baterista de la banda.
El 23 de junio de 2022, Fit for a King lanzó el sencillo "Reaper" junto con su videoclip. El 10 de agosto, la banda presentó otro sencillo titulado "End (The Other Side)" y su videoclip. Anunciaron que su séptimo álbum de estudio The Hell We Create se lanzaría el 28 de octubre de 2022, y también revelaron la portada y la lista de canciones. El 8 de septiembre, se publicó el tercer sencillo, "Falling Through the Sky", junto con su videoclip. El 13 de octubre, dos semanas antes del lanzamiento del álbum, la banda lanzó el cuarto y último sencillo, "Times Like This", con la colaboración de Jonathan Vigil de The Ghost Inside. El 27 de septiembre de 2023, la banda anunció que reduciría el ritmo de lanzamiento de álbumes, argumentando que se centrarían en crear "álbumes intencionales".
El 12 de enero de 2024, Fit for a King lanzó por sorpresa el nuevo sencillo "Keeping Secrets" junto con un video musical. El 26 de julio de 2024, la banda lanzó otro sencillo, "Technium", junto con un video musical, en el que aparecía Landon Tewers de The Plot in You. Posteriormente, el 22 de noviembre de 2024, la banda reveló mediante publicaciones que estaban trabajando en su próximo álbum con los productores Daniel Braunstein y Josh Gilbert, y que el álbum tendría 13 canciones y se lanzaría en 2025. El 30 de mayo de 2025, la banda lanzó otro sencillo, "Lonely God", junto con el anuncio oficial del álbum del mismo nombre, programado para su lanzamiento el 1 de agosto de 2025.

## Miembros
| Miembros actuales - Bobby Lynge – guitarras, coros (2010-presente) - Ryan Kirby – voz principal (2014-presente); voz aguda (2010-2014) - Ryan "Tuck" O'Leary – bajo, voz principal (2014-presente) - Daniel Gailey – guitarras, coros (2018-presente) - Trey Celaya – batería (2021-presente); guitarras (miembro de gira en 2018) | Miembros anteriores - Justin Juno – bajo (2007-2008) - Alex Danforth – voz aguda (2007-2008) - Jed McNeill – teclados (2007-2009) - Jared McFerron – guitarras (2007-2009) - Mason Wilson – voz principal (2008-2010); guitarras (2008) - Aaron Decur – bajo (2008-2011); guitarras (2007-2008) - Justin Hamra – guitarras (2008-2013); coros (2008-2010) - Aaron "Olan" Kadura – bajo, voz aguda (2011-2014) - Jared Easterling – batería (2007-2021); voz aguda (2007-2014) |

Linea del tiempo

## Discografía
Álbumes de estudio
- 2011: Descendants
- 2013: Creation/Destruction
- 2014: Slave to Nothing
- 2016: Deathgrip
- 2018: Dark Skies
- 2020: The Path
- 2022: The Hell We Create
- 2025: Lonely God